# Scene (テレビ番組)
『Scene』は、テレビ東京で2006年10月5日から2008年12月25日まで毎週木曜日22時54分-23時00分に放送枠を設けていたミニ番組。全117回。飯田産業の一社提供。

## 概要
ゲスト出演するミュージシャンへのインタビューやプロモーション・ビデオの制作エピソードを通して、一つの楽曲が生まれた背景をひとつのシーン(画)に象徴させる。

## ナビゲーター
- 千里愛風

## ゲスト一覧

### 2006年
- 10月5日「SEAMO」
- 10月12日「PE'Z」
- 10月19日「いきものがかり」
- 10月26日「SunSet Swish」
- 11月2日「安藤裕子」
- 11月9日「KREVA」
- 11月16日「ゴスペラーズ」
- 11月23日「HOME MADE 家族」
- 11月30日「PUFFY」
- 12月7日「伴都美子」
- 12月14日「Aqua Timez」
- 12月21日「中村中」
- 12月28日「河口恭吾」

### 2007年
- 1月4日「EXILE」
- 1月11日「Crystal Kay」
- 1月18日「HIGH and MIGHTY COLOR」
- 1月25日「スガシカオ」
- 2月1日「平原綾香」
- 2月8日「D-51」
- 2月15日「川嶋あい」
- 2月22日「ナナムジカ」
- 3月1日「mink」
- 3月8日「アンジェラ・アキ」
- 3月15日「TRF」
- 3月22日「秦基博」
- 3月29日「甲斐よしひろ」
- 4月5日「石井竜也」
- 4月12日「河村隆一」
- 4月19日「ウルフルズ」
- 4月26日「大黒摩季」
- 5月3日「チャットモンチー」
- 5月10日「橘慶太」
- 5月17日「FUNKY MONKEY BABYS」
- 5月24日「MCU」
- 5月31日「GOING UNDER GROUND」
- 6月7日「吉川晃司」
- 6月14日「DEEN」
- 6月21日「UA」
- 6月28日「くるり」
- 7月5日「藤井フミヤ」
- 7月12日「スキマスイッチ」
- 7月19日「中孝介」
- 7月26日「BONNIE PINK」
- 8月2日「JUJU」
- 8月9日「風味堂」
- 8月16日「元ちとせ」
- 8月23日「Stephanie」
- 8月30日「夏木マリ」
- 9月6日「山田タマル」
- 9月13日「清木場俊介」
- 9月20日「絢香」
- 9月27日「柴田淳」
- 10月4日「BoA」
- 10月11日「藤木直人」
- 10月18日「mink」
- 10月25日「SEAMO」
- 11月1日「orange pekoe」
- 11月8日「キンモクセイ」
- 11月15日「DJ OZMA」
- 11月22日「中村中」
- 11月29日「平原綾香」
- 12月6日「みつき」
- 12月13日「サンボマスター」
- 12月20日「高杉さと美」
- 12月27日「Sowelu」

### 2008年
- 1月3日「角松敏生」
- 1月10日「東方神起」
- 1月17日「F-BLOOD」
- 1月24日「bonobos」
- 1月31日「デーモン小暮閣下」
- 2月7日「HOME MADE 家族」
- 2月14日「いきものがかり」
- 2月21日「鈴木亜美」
- 2月28日「RYTHEM」
- 3月6日「Every Little Thing」
- 3月13日「FAR EAST RHYMERS」
- 3月20日「paris match」
- 3月27日「FLOW」
- 4月3日「より子」
- 4月10日「久保田利伸」
- 4月17日「ACIDMAN」
- 4月24日「秦基博」
- 5月1日「Superfly」
- 5月8日「My Little Lover」
- 5月15日「依布サラサ」
- 5月22日「スガシカオ」
- 5月29日「GOING UNDER GROUND」
- 6月5日「川嶋あい」
- 6月12日「トータス松本」
- 6月19日「SoulJa」
- 6月26日「絢香」
- 7月3日「大橋卓弥」
- 7月10日「キマグレン」
- 7月17日「元ちとせ」
- 7月24日「夏川りみ」
- 7月31日「高見沢俊彦」
- 8月7日「Crystal Kay」
- 8月14日「BONNIE PINK」
- 8月21日「斉藤和義」
- 8月28日「森山直太朗」
- 9月4日「星村麻衣」
- 9月11日「AI」
- 9月18日「中孝介」
- 9月25日「加藤ミリヤ」
- 10月2日「エレファントカシマシ」
- 10月9日「JUJU」
- 10月16日「童子-T」
- 10月23日「Spontania」
- 10月30日「馬場俊英」
- 11月6日「チャットモンチー」
- 11月13日「orange pekoe」
- 11月20日「STARDUST REVUE」
- 11月27日「SBK」
- 12月4日「伊藤由奈」
- 12月11日「しおり」
- 12月18日「風味堂」
- 12月25日「広瀬香美」